# Beschreibung eines Kampfes

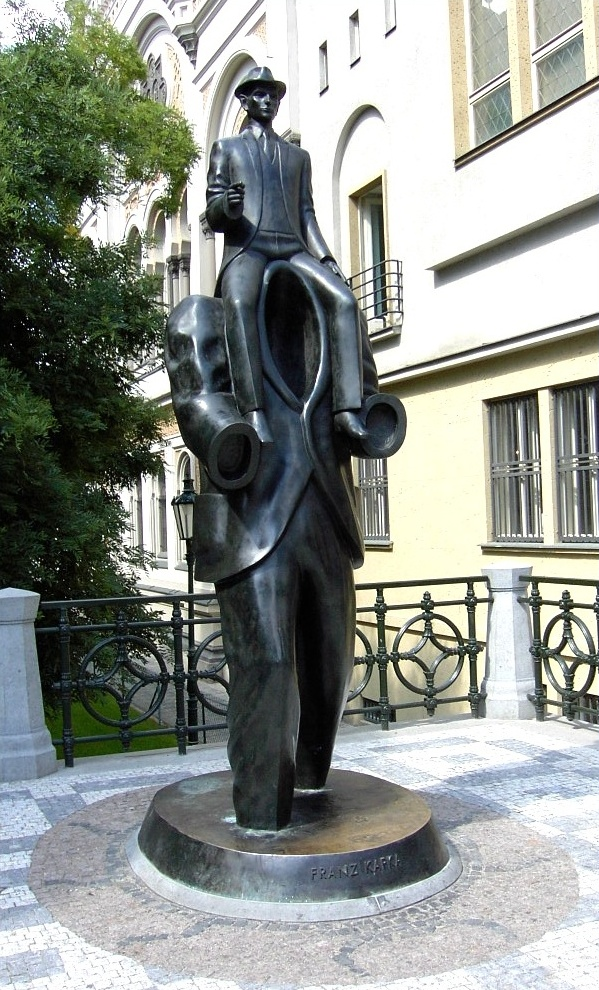
Franz-Kafka-Denkmal von Jaroslav Róna in Prag, das den in Teil II der Erzählung erwähnten Ritt darstellt.

Beschreibung eines Kampfes ist eine etwa zwischen 1903 und 1907 entstandene dreigliedrige Erzählung Franz Kafkas, die sein erstes erhaltenes Werk darstellt und die postum veröffentlicht wurde. Der erste und der dritte Teil beschreiben das Gesellschafts- und Nachtleben Prags aus der Sicht des Erzählers und seines Bekannten. Den mittleren Teil kann man als fantastische, in sich mehrfach untergliederte Traumsequenz verstehen.
Kafka hat zwei Fassungen dieser Geschichte geschrieben. Nachfolgendes hat die frühere (fantastischere) Fassung zum Gegenstand.
Die Passage in Teil II „Begonnenes Gespräch mit dem Beter“ hat Kafka als separate Geschichte Gespräch mit dem Beter bereits 1909 veröffentlicht. Dies gilt auch für das Gespräch mit dem Betrunkenen.

## Inhalt

### Teil I
Die Geschichte beginnt mit einem fünfzeiligen Gedicht.
Auf einer abendlichen Gesellschaft in Prag ist der Erzähler zunächst zufrieden und stillvergnügt, bis ihm ein flüchtiger Bekannter seine amourösen Abenteuer dieses Abends mit seiner Liebsten schildert. Der Erzähler veranlasst einen gemeinsamen Spaziergang zum Laurenziberg. Einmal fällt er und verletzt sich dabei das Knie. Die Beziehung zwischen dem Erzähler und dem Bekannten wechselt ständig zwischen freundschaftlich und distanziert. So entkommt der Erzähler dem Kontakt mit dem Begleiter, in dem er sich in die nachfolgende Traumwelt zurückzieht:

### Teil II Belustigungen oder Beweis dessen, dass es unmöglich ist, zu leben
1. Ritt: Der Erzähler benutzt den Begleiter als Reittier. Als der sich verletzt, wird er den Geiern überlassen.
2. Spaziergang: Während eines Phantasiespazierganges werden verschiedene Naturereignisse und -stimmungen und ihre Wirkung auf den Erzähler vorgestellt.
3. Der Dicke
  1. Ansprache an die Landschaft: Ein dicker Mann tritt auf und referiert darüber, dass ihn die Landschaft stört in seinen Gedanken.
  2. Begonnenes Gespräch mit dem Beter: Der Dicke fährt fort und spricht nebenher von einem Mädchen, eigentlich aber von einem Beter in der Kirche, der sich auffällig benimmt.
  3. Geschichte des Beters: Nun wieder eine Geschichte aus dem Gesellschaftsleben, wo es um die Zuwendung einer Frau geht. Der Beter versucht auf einem Fest Klavier zu spielen, um Aufmerksamkeit zu erringen.
  4. Fortgesetztes Gespräch zwischen dem Dicken und dem Beter: Das Gespräch streift verschiedene Punkte, ohne dass ein Gesprächsfaden erkennbar wird.
4. Untergang des Dicken: Der Dicke verschwindet in einem Wasserfall. Der Erzähler kann sich auf seltsame Art selbst körperlich deformieren.

### Teil III
Wieder taucht die Szene aus Teil I auf mit Erzähler und Begleiter. Der Begleiter zweifelt nun daran, dass die Liebe zu der Frau sinnvoll ist und erwägt, ob es nicht besser wäre, sie zu beenden. In seiner Irritation verletzt er sich selbst mit einem Messer. Der Erzähler versucht dem verwirrten Verwundeten zu helfen, was nicht gelingt. Das Schicksal des verwundeten Begleiters bleibt am Ende ungewiss. Die Geschichte endet mit dem Bild des Astschattens, der „wie zerbrochen auf dem Abhang lag“.
In diese Erzählung werden in einmaliger Weise detailliert Schauplätze und Straßen aus Prag einbezogen.

## Eine Deutung
Es wird ein Kampf zwischen widerstreitenden Lebenskräften beschrieben. Der Kampf ist ein Grundmuster, das sich von der Antike bis zur Neuzeit immer wieder in der Literatur findet. Durch den Begriff „Beschreibung“ wird deutlich, dass Kafka das Leben im Medium der Schrift zu beobachten und zu ordnen versucht.
Teil I und Teil III
Im Erzähler und im Begleiter werden zwei Wesensarten dargestellt, die zunächst diametral entgegengesetzt scheinen. Der Erzähler ist der in sich verkrochene Einsame. Der Begleiter ist lebensfroh und hat Erfolg bei Frauen. Es wird der Zwiespalt zwischen einer asketischen, isolierten, gleichsam religiösen Form der Schriftstellerexistenz und einer vitalen, erotisch-sinnlichen Weltzugewandtheit dargestellt. Im Teil III allerdings kehren sich diese Zuordnungen ins Gegenteil um. Der Einsame erzählt nun von seiner Verlobten. Der Begleiter entwickelt unter dem Einfluss des Erzählers selbstzerstörerische Zweifel an seiner Liebe.
Zwischen beiden Personen ist ein ständiges Hin und Her von Nähe und Abgrenzung, Euphorie und Niedergeschlagenheit. Jeder ist in seiner eigenen Welt und hört dem anderen oft nicht zu. Man spürt Narzissmus, aber auch Selbsthass und Selbstzerstörung bei beiden Personen. Kafka scheint in beiden personifiziert zu sein. Einerseits ist da der Wunsch nach gesellschaftlicher Anerkennung und Nähe, andererseits das Bedürfnis nach Einsamkeit als Voraussetzung für die künstlerische Entfaltung.
Teil II 
Die auftretenden Personen, der Dicke und der Beter, sind Fantasiefiguren des Erzählers und auch hier erscheint der vorgenannte Dualismus. Der Dicke kann (sozusagen reziprok) dem dünnen Erzähler, der gefallsüchtige Beter dem lebenslustigen Begleiter zugeordnet werden. Gleichzeitig ist der Beter aber auch der verunsicherte dünne Asket, hier wieder der Bezug zu Kafka selbst.
Insbesondere in diesem Teil II mit seinen Fantasiesequenzen werden die Naturgesetze außer Kraft gesetzt. Der Erzähler formt sich seine Umgebung, aber auch seinen eigenen Körper nach seinen eigenen Vorstellungen. Die Natur und die Gegenstände entwickeln eine irreale Eigendynamik. Hier zeigt sich die Kraft des Erzählers, die sich entfaltet, wenn er sich auf die Fantasiewelt in sich einlässt.

## Theater
Inszenierung Beschreibung eines Kampfes; Christian von Treskow, Premiere 1998 u. a. Berlin.

## Rezeption
- Monika Schmitz-Emans (aus von Jagow / Jahraus) Seite 288 erwähnt, dass das Werk Hugo von Hofmannsthals für Kafka phasenweise von erheblicher Bedeutung war und die krisenhafte Beziehung zur Sprache Kafka auch selbst beschäftigte. So findet der sog. Chandosbrief Hofmannsthals seine Entsprechung im hier vorliegenden Stück, in dem der Erzähler „den wahrhaften Namen der Dinge vergessen hat“ und über sie „in aller Eile zufällige Namen“ schüttet.

## Ausgaben
- Beschreibung eines Kampfes / Die zwei Fassungen / Parallelausgabe nach den Handschriften. Herausgegeben und mit einem Nachwort versehen von Max Brod, Textedition von Ludwig Dietz. Fischer, Frankfurt am Main 1969, 1989, ISBN 3-596-14300-4.
- Sämtliche Erzählungen. Herausgegeben von Paul Raabe, Fischer-Taschenbuch-Verlag, Frankfurt am Main 1970, ISBN 3-596-21078-X.
- Nachgelassene Schriften und Fragmente I. Herausgegeben von Malcolm Pasley. Fischer, Frankfurt am Main 1993, Seiten 54–169, ISBN 3-10-038148-3.

## Sekundärliteratur
- Peter-André Alt: Franz Kafka: Der ewige Sohn. Eine Biographie. C.H. Beck, München 2005, ISBN 3-406-53441-4.
- Manfred Engel: „Beschreibung eines Kampfes“ – Narrative Integration und phantastisches Erzählen. In: Manfred Engel, Ritchie Robertson (Hrsg.): Kafka und die kleine Prosa der Moderne / Kafka and Short Modernist Prose. Königshausen & Neumann, Würzburg 2010 (Oxford Kafka Studies I), ISBN 978-3-8260-4029-0, S. 99–116.
- Barbara Neymeyr: Konstruktion des Phantastischen. Die Krise der Identität in Kafkas „Beschreibung eines Kampfes“. Universitätsverlag Winter, Heidelberg 2004. ISBN 3-8253-1554-1.
- Barbara Neymeyr: Beschreibung eines Kampfes. In: Manfred Engel, Bernd Auerochs (Hrsg.): Kafka-Handbuch. Leben – Werk – Wirkung. Metzler, Stuttgart, Weimar 2010, S. 91–110, ISBN 978-3-476-02167-0.
- Bettina von Jagow und Oliver Jahraus: Kafka-Handbuch. Leben-Werk-Wirkung. Beitrag Monika Schmitz-Emans, Vandenhoeck& Ruprecht, 2008, ISBN 978-3-525-20852-6.
- Reto Sorg: ›Beschreibung eines Kampfes‹ oder Was heißt und zu welchem Ende studiert man Literaturwissenschaft? In: Jan Erik Antonsen, Maria-Christina Boerner, Sabine Haupt und Reto Sorg (Hrsg.): Was heißt und zu welchem Ende studiert man Literaturwissenschaft? Festschrift für Stefan Bodo Würffel zum 65. Geburtstag. Fink, München 2009, Seiten 183–190, ISBN 978-3-7705-4717-3.
- Marcel Krings: Franz Kafka: ,Beschreibung eines Kampfes‘ und ‚Betrachtung‘. Frühwerk – Freiheit – Literatur. Heidelberg, Winter 2018, ISBN 978-3-8253-6905-7.